# André Bernanose
André Bernanose (Nancy, 17 giugno 1912 – Nancy, 18 marzo 2002) è stato un fisico, chimico e farmacologo francese.
Ha studiato chemiluminescenza durante il 1940-1950. Ha scoperto l'elettroluminescenza e per questo motivo è stato considerato il padre del OLED.